# Краљевић Хамлет
Краљевић Хамлет је главни лик трагедије Вилијама Шекспира „Трагедија Хамлета, краљевића данског“. Он има тридесет година и син је покојног краља, који се такође звао Хамлет, а на почетку дела се враћа из Витенберга, где је студирао на Лутеровом универзитету. Током свог образовања, као млади краљевић, он је изучавао филозофију, читао поезију, гледао позоришне представе, тако да га одликују трезвеност, младост, лепота и чистота и он живи у идеализованом свету. Смрт његовог оца под сумњивим околностима руши његове погледе на свет, а сусрет са његовим духом га покреће на освету.
Познат је по својој чувеној изјави, која оличава његову унутрашњу дилему и расцеп његове личности:
Бити или не бити, питање је сад ?